# Wilfried Jacobs
Wilfried Jacobs (* 14. Januar 1944 in Mönchengladbach) ist ein ehemaliger Präsident von Borussia Mönchengladbach und ehemaliger Vorsitzender des Vorstandes der AOK für Rheinland/Hamburg.

## Leben
Seine Ausbildung erfuhr Jacobs ab dem 1. April 1958 bei der Innungskrankenkasse in Mönchengladbach. Danach kam er 1970 zum AOK-Landesverband Düsseldorf, wo er 1991 Verbandsgeschäftsführer wurde. Ab 1983 wohnte er im Korschenbroicher Ortsteil Pesch. Vom 1. Januar 1996 bis zum 29. Juni 2012 fungierte er als hauptamtlicher Vorsitzender des Vorstandes der AOK Rheinland bzw. ab der Fusion im Jahr 2006 der AOK Rheinland/Hamburg. Seit dem 2. Juli 2012 ist er Geschäftsführer des von ihm gegründeten Instituts für patientenorientierte Versorgungsablaufforschung. Das gemeinnützige Unternehmen mit Sitz in Neuss wird unter anderem von der Berthold-Beitz-Stiftung unterstützt. Des Weiteren gründete Wilfried Jacobs 2014 eine ähnliche Stiftung namens „PADI - Patientenorientierung Direkt“.
Vom 1. Oktober 1997 bis zum 8. September 1999 war er Präsident des Fußballvereins Borussia Mönchengladbach. Er bat die Vereinsgremien aus beruflichen Gründen selbst um die Entbindung von seinem Amt. Nachfolger wurde der damalige Vizepräsident Adalbert Jordan.